# Городіште (Калараський район)
Городіште (рум. Horodiște) — село у Калараському районі Молдови. Утворює окрему комуну.

## Населення
За даними перепису населення 2004 року у селі проживали 2794 особи.
Національний склад населення села:
| Національність       | Кількість осіб | Відсоток   |
| -------------------- | -------------- | ---------- |
| молдавани румуни     | 2710 40        | 97,0% 1,4% |
| росіяни              | 15             | 0,5%       |
| українці             | 10             | 0,4%       |
| гагаузи              | 2              | 0,1%       |
| цигани               | 1              | < 0,1%     |
| інша / без відповіді | 16             | 0,6%       |
| Всього               | 2794           | 100%       |